# Kètú qiūhèn
Kètú qiūhèn é um filme de drama taiwanês de 1990 dirigido e escrito por Ann Hui. Foi selecionado como representante de Taiwan à edição do Oscar 1991, organizada pela Academia de Artes e Ciências Cinematográficas.

## Elenco
- Maggie Cheung - Cheung Hueyin
- Tan Lang Jachi Tian
- Waise Lee - Mr. Cheung
- Li Zi Xiong
- Lu Hsiao-fen - Aiko
- Tien Feng - avô de Hueyin
- Xiao Xiany
- Yang Tinlan
- Yinjian Quinzi